# Francis Leon
Francis Leon, pseudonimo di Francis Patrick Glassey (21 novembre 1844 – dopo il 1883), è stato un attore teatrale, cantante e danzatore statunitense.
Leon era un blackface del Minstrel show (spettacolo dove persone caucasiche interpretavano afroamericani) ed era noto per il suo lavoro che consisteva nell'impersonare delle donne. È stato in gran parte responsabile della creazione della prima donna unita alla pratica del blackface.

## Biografia
Leon studiò cantante soprano presso il Rev. Dr. Cummings a Fordham, nello stato di New york. Il suo primo ruolo di soprano fu nella Messa in do minore di Mozart nella chiesa di Santo Stefano a New York all'età di otto anni. Entrò, nel 1858, nel mondo del Minstrel show. A soli 14 anni raggiunse rapidamente la fama come prima donna dopo essersi specializzato nell'interpretare personaggi femminili. I 300 abiti di Leon (che rifiutò sempre di chiamare "costumi") furono un pezzo chiave della sua recitazione; il costo di alcuni di questi arrivava a 400 dollari. Arrivò a riferirsi a sé stesso semplicemente come "Leon" o "The Only Leon". La sua influenza fu tale che, nel 1873, tutte le maggiori compagnie di Minstrel avevano un loro imitatore di Leon. Nel 1882 guadagnò più di qualsiasi altro artista di Minstrel.
Era molto amato dalla stampa. Nel 1870 The Clipper scrisse: "Leon è il miglior attore femminile maschio conosciuto sul palcoscenico, lo fa con tanta dignità, modestia e raffinatezza che è veramente arte". La rappresentazione di Leon era così convincente che un recensore di Rochester osservò: "Molti ragazzi nella mia zona non credono ancora che sia un uomo nonostante dicessi che lo era", e "[Leon potrebbe] trarre un uomo in inganno se questi non sapesse il suo vero sesso". Per un altro critico era "più femminile nel suo modo di fare e nel suo manierismo che la più affascinante femmina immaginabile." L'idea che un attore maschile rappresentasse le donne meglio delle donne stesse fu ripresa da un ulteriore critico che notò come "proprio come un uomo bianco fa il miglior Minstrel show, così un uomo dà un'interpretazione più fotografica della femminilità di quanto la donna media sia in grado di dare".
Nel 1864 Leon formò una compagnia di Minstrel con Edwin Kelly, chiamata "Leon and Kelly's Minstrel", che si distinse per non essere volgare e per mettere in scena elaborati scenari e raffinate opere con Leon come protagonista femminile. Sebbene questi fossero sostanzialmente dei burlesque, Leon insistette sul fatto che tutto fosse abbastanza appropriato. Sosteneva di aver studiato danza classica da un ballerino rispettato e di averla praticata per "ore ogni giorno" per sette anni. Affermò inoltre di aver preso lezioni di canto dal famoso maestro d'opera Achille Errani. Tuttavia le prestazioni di Leon non furono sufficienti per mantenere a galla la compagnia. Nel 1883 Leon entrò a far parte del "San Francisco Minstrel" e lì si persero le sue tracce.

## Galleria d'immagini

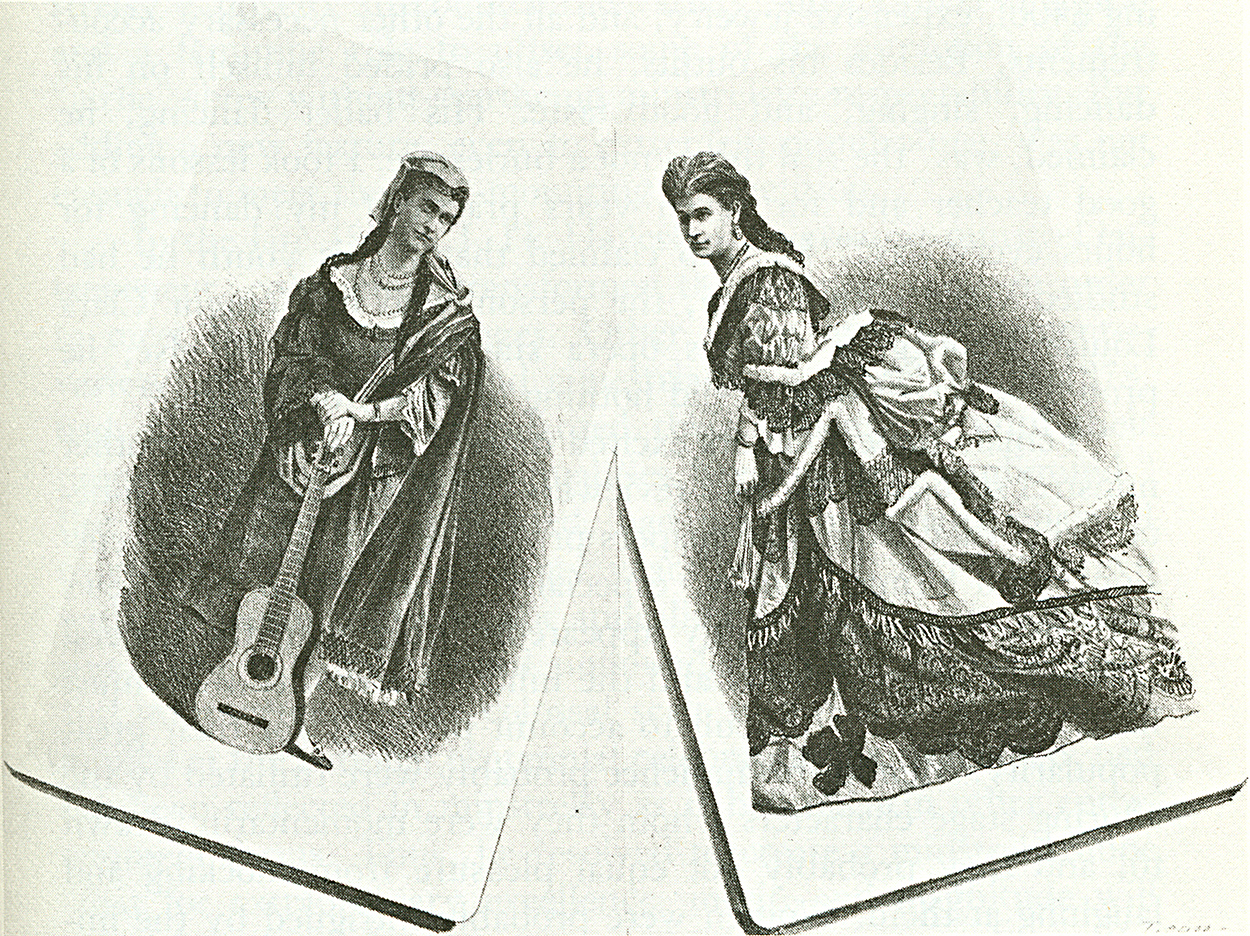
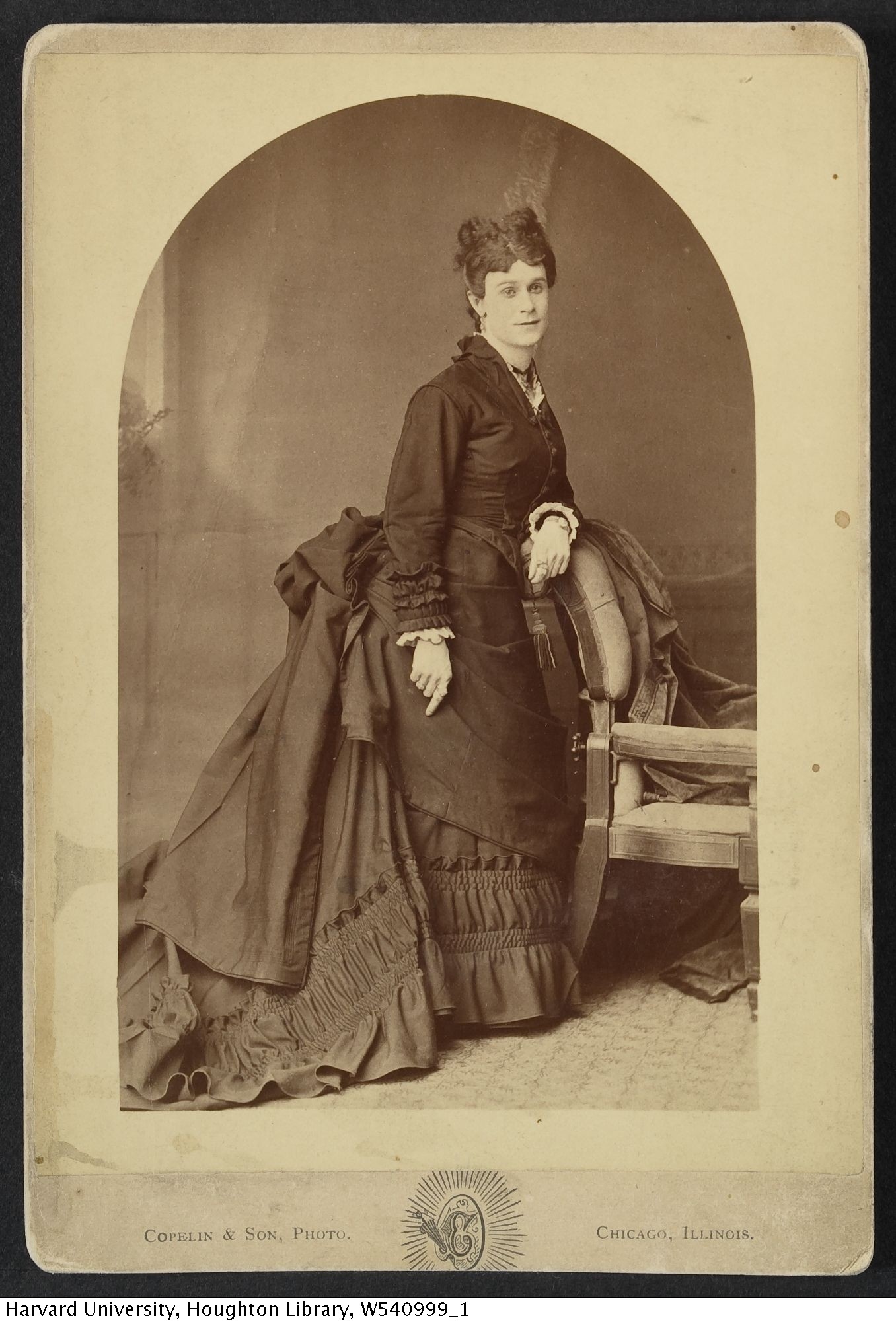
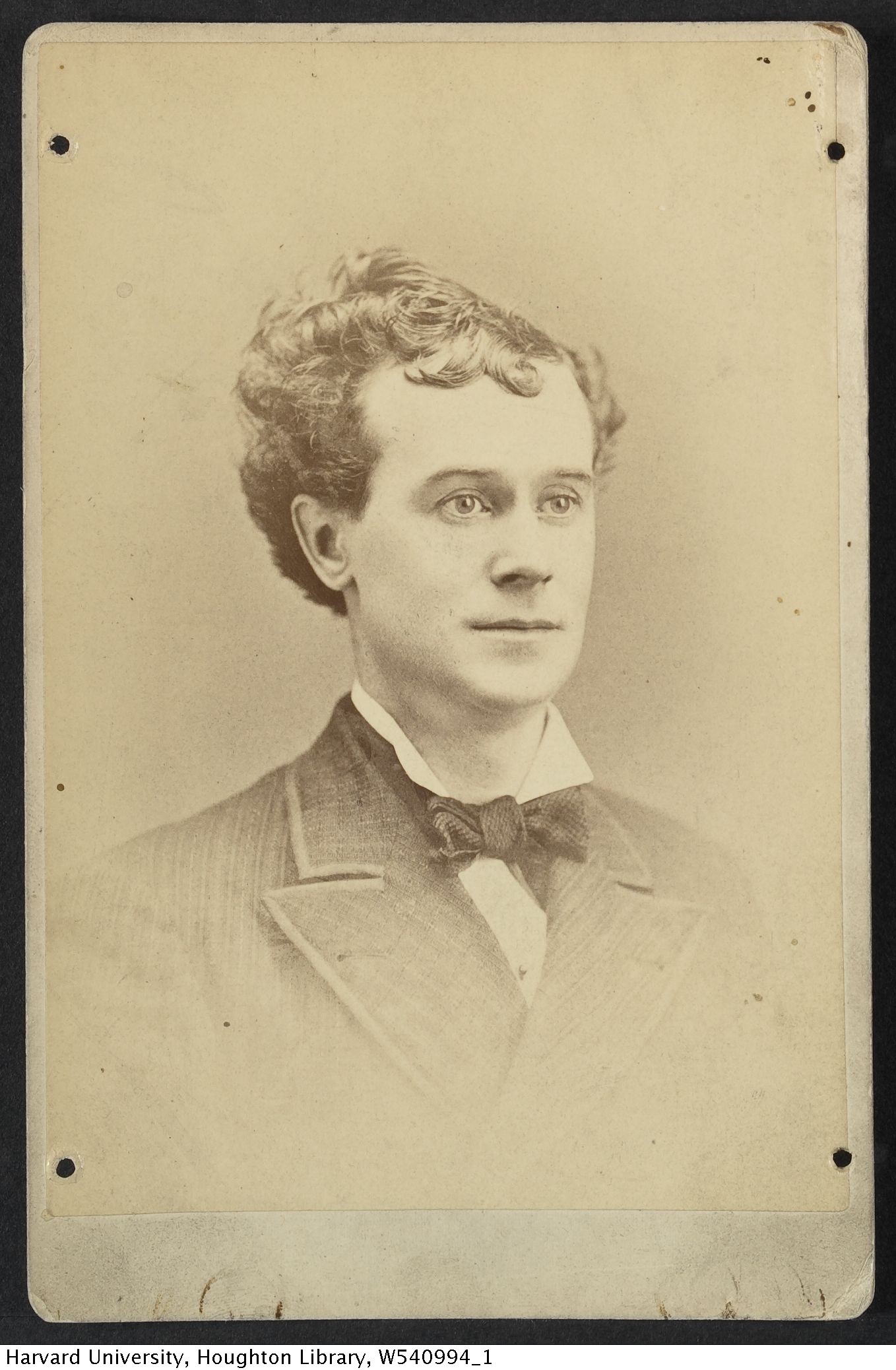